# Elegia galpinii
Elegia galpinii är en gräsväxtart som beskrevs av Nicholas Edward Brown. Elegia galpinii ingår i släktet Elegia och familjen Restionaceae. Inga underarter finns listade i Catalogue of Life.